# Strichetti
Gli strichetti o scrichetti sono un tipo di pasta fresca di forma simile alle farfalle, di cui sono considerati l'antenato di pasta fresca e di produzione casereccia. Sono diffusi in Romagna nelle provincie di Ravenna e Forlì-Cesena) e in Emilia (Bologna). Sono noti con varie denominazioni: in romagnolo scrichét (dal verbo scrichì, "stringere", in riferimento al gesto con cui si preparano) o fiuchét, in riferimento alla particolare forma, che ricorda quella di un fiocco, da cui derivano rispettivamente le denominazioni strichetti o stricchetti e fiocchetti, nastrini, farfalline e farfallette.

## Preparazione
Come nel caso della spoja lorda, anche la ricetta degli strichetti nasce dalla necessità di riutilizzare la sfoglia avanzata dalla preparazione dei cappelletti o altri tipi di pasta all’uovo, caratteristica che li differenzia dalle farfalle, che invece sono un tipo di pasta secca.
Sono ricavati da una sfoglia preparata con uova e farina, che viene tagliata con la rotella dentata in rettangoli da 3×2 cm o di dimensioni maggiori. Servendosi delle dita, ciascun rettangolo viene stretto verso il centro, ottenendo la tipica forma a nastrini.

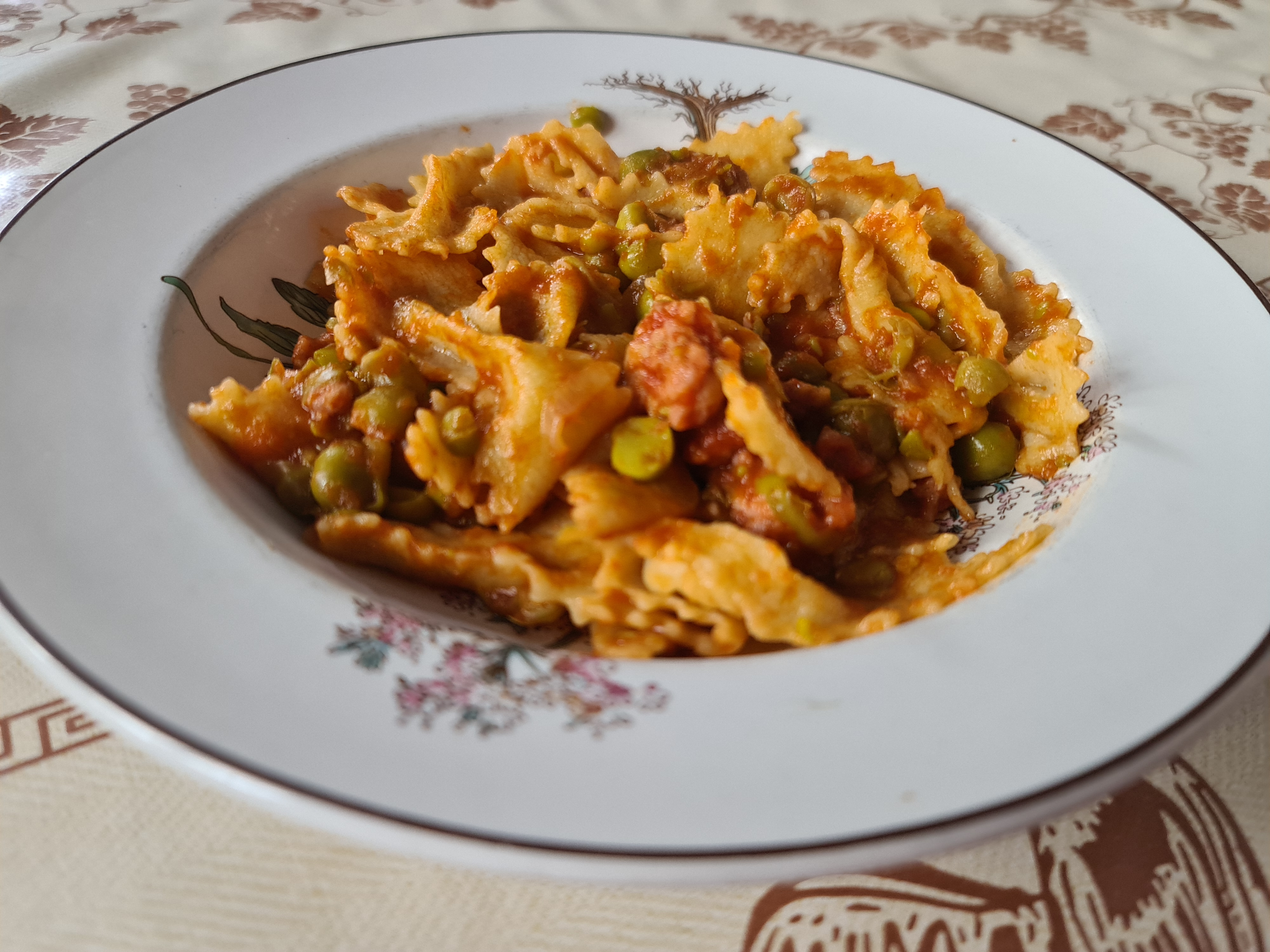
Strichetti al sugo di piselli

Dopo essere stati lessati in acqua, possono essere serviti asciutti con svariati condimenti (ai piselli, al ragù o con sugo di salsiccia) o in brodo.